# Il tempo ritrovato (film)
Il tempo ritrovato (Le temps retrouvé) è un film del 1999 diretto da Raúl Ruiz.
La pellicola è la trasposizione cinematografica dell'opera più importante di Marcel Proust, Alla ricerca del tempo perduto, e in particolare del suo settimo e ultimo volume, Il tempo ritrovato (Le Temps retrouvé) del 1927.
Il film fu presentato in concorso al Festival di Cannes nel 1999.

## Riconoscimenti
- 1999 - Festival du Film de Cabourg
  - Swann d'oro alla miglior attrice (Emmanuelle Béart)